# Experimento VIP2
El experimento VIP2 (Violación del principio de Pauli) es un experimento de física atómica que estudia la posible violación del principio de exclusión de Pauli para los electrones. El experimento está ubicado en el Laboratorio Nacional del Gran Sasso, LNGS-INFN, cerca de la ciudad de L'Aquila en Italia. Está dirigido por una colaboración internacional de investigadores de Austria, Italia, Francia y Rumanía. Las fuentes de financiación incluyen el INFN (Italia), el Austrian Science Fund y la John Templeton Foundation (JTF). Dentro del proyecto JTF, también se están investigando las implicaciones para la física, la cosmología y la filosofía.

## Principio del experimento
Los diferentes enfoques para investigar el principio de exclusión de Pauli deben distinguirse con respecto a su posible cumplimiento de la regla de superselección Mesías-Greenberg. Esta regla establece que la simetría de la función de onda de un estado estable es constante en el tiempo. Como consecuencia, la simetría de un estado cuántico solo puede cambiar si una partícula, que es nueva en el sistema, interactúa con el estado.
Una forma de cumplir esta regla y probar el principio de exclusión de Pauli con alta precisión es introducir electrones "nuevos" en un conductor. Los electrones forman nuevos estados cuánticos con los átomos en el conductor. Estos "nuevos" estados podrían violar el principio de exclusión de Pauli. El objetivo de VIP2 es buscar nuevos estados cuánticos, que tienen un componente simétrico en un estado antisimétrico. Estos estados no paulianos pueden identificarse por los rayos X característicos emitidos durante el principio de exclusión de Pauli: transiciones atómicas prohibidas al estado fundamental. Un ejemplo de una transición de este tipo sería un tercer electrón que llega al nivel de unos. Los rayos X emitidos son detectados por detectores de deriva de silicio.
Las energías de las transiciones entre estados prohibidos por Pauli se calcularon utilizando un método Dirac-Fock de configuración múltiple y difieren ligeramente de la correspondiente transición normal. Por ejemplo, la transición K-alfa prohibida por Pauli en el cobre, que se usa en VIP2, donde 2 electrones están en el orbital 1s antes de que ocurra la transición, se desplaza 300 eV a energías más bajas con respecto a la transición normal.
VIP2 funciona con LNGS, donde la radiación de fondo introducida por los rayos cósmicos se reduce considerablemente. Los datos se toman en corridas alternas sin corriente (fondo) y en corridas con corriente (señal). Al analizar los espectros de energía detectados en la región donde se espera que el principio de exclusión de Pauli viole las transiciones, se obtienen los límites superiores de probabilidad de una violación del principio de exclusión de Pauli.

## Resultados

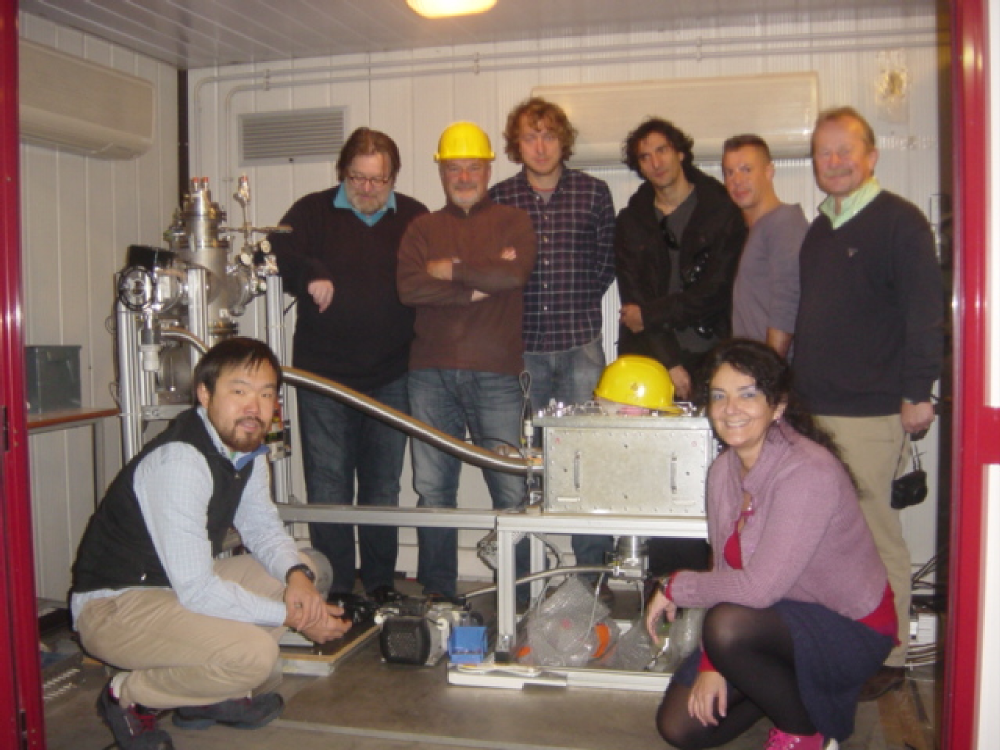
Foto del grupo de colaboración VIP en el sitio del experimento en LNGS en noviembre de 2015.

El experimento está tomando datos en condiciones estables desde el verano de 2016 en el laboratorio subterráneo Gran Sasso. Con los datos tomados hasta finales de 2016, se puede establecer un límite superior preliminar para la probabilidad de que se viole el principio de exclusión de Pauli en un átomo de
{\displaystyle p({\text{violation}})<1.4\times 10^{-29}.}
La toma de datos continuará durante los próximos 3-4 años hasta alrededor de 2020-2021, al final del cual el límite de la violación del principio de exclusión de Pauli se reducirá en otros 2 órdenes de magnitud, o alternativamente, se descubrirá una violación del principio de exclusión de Pauli.